# Licypriya Kangujam

Licypriya Kangujam, 2019

Licypriya Kangujam (geb. 2. Oktober 2011 in Bashikhong, Manipur) ist eine indische Klimaschützerin der Klimajugendbewegung.

## Leben und Wirken
Kangujam wuchs in Manipur auf. Im Alter von sieben Jahren begann sie im Juli 2018 ihren Schulstreik im Rahmen der Klimajugendbewegung. Sie protestierte vor dem indischen Parlament, um Premierminister Narendra Modi für ein Klimagesetz zu überzeugen. Ähnlich wie Greta Thunberg in Europa, mit der sie bei der UN-Klimakonferenz 2019 in Madrid auftrat, und Vanessa Nakate in Afrika begründete sie ihren Streik damit, dass sie nicht weiterlernen könne, sondern zur Rettung ihrer Zukunft ihre Stimme erheben müsse, bevor es zu spät sei. Sie sagte einmal: „Mein Leben fängt an, während die Welt ihrem Ende entgegengeht.“ Kangujam hat in Indien eine große Anhängerschaft und organisiert mit dieser Aktionen und Demonstrationen, die sich häufig durch kreative Elemente auszeichnen. Für ihr Engagement wurde sie zahlreich ausgezeichnet.

## Auszeichnungen
- Dr A.P.J Abdul Kalam Children Award (2019)
- World Children’s Peace Prize (2019)
- Rising Star of Earth Day Network (2019)[2]
- Global Child Prodigy Award (2020)
- Noble Citizen Award (2020)
- TN Khoshoo Memorial Award by Ashoka Trust for Research in Ecology and the Environment (2020)
- National Youth Day (India) Award by Bharat Seva Samvad (2021)
- CNN News18 Water Heroes Award (2021)[3]
- Forbes India 30 Under 30 Special Mentions (2021)[4]
- International Women’s Day Award by Government of Delhi (2021)